# Pierderea
„Pierderea” (titlu original: „The Loss”) este al 10-lea episod din al patrulea sezon al serialului TV american științifico-fantastic Star Trek: Generația următoare și al 84-lea episod în total. A avut premiera la 31 decembrie 1990.
Episodul a fost regizat de Chip Chalmers după un scenariu de Hilary J. Bader, Alan J. Adler și Vanessa Greene după o poveste de Hilary J. Bader.

## Prezentare
O forță necunoscută capturează nava Enterprise și face ca Deanna Troi să-și piardă puterile empatice. 

## Rezumat
Călătorind prin spațiu,  Enterprise se oprește pentru a investiga un fenomen ciudat de citiri ale senzorilor fantomă. Între timp, consilierul navei Deanna Troi experimentează durerea și își pierde cunoștința pe măsură ce abilitățile ei empatice încetează brusc să funcționeze.
Echipajul descoperă că nu pot relua cursul, deoarece Enterprise este prinsă într-un grup de forme de viață bidimensionale.
Fără puterile ei, Troi suferă un sentiment extraordinar de pierdere și trece prin mai multe etape psihologice clasice, inclusiv negare, frică și furie. În cele din urmă, în ciuda asigurărilor prietenilor ei, ea demisionează din funcția de consilier al navei, crezând că fără abilitățile ei empatice nu își poate îndeplini îndatoririle.
 Comandantul Data și  Comandantul Riker determină că creaturile bidimensionale se îndreaptă spre un șir cosmic, cu Enterprise în remorcare, și că odată ce ajung la șir nava va fi sfâșiată. Dându-și seama că pierderea lui Troi și situația dificilă a navei sunt cumva legate,  Căpitanul Picard pledează cu ea pentru a încerca să comunice cu creaturile ciudate.
După ce încearcă să avertizeze creaturile de pericolul reprezentat de șirul cosmic, Troi postulează că ei caută șirul cosmic în mare măsură modul în care o molie este atrasă de o flacără. Lucrând din această ipoteză, Data simulează vibrația unui șir cosmic, folosind antena deflector într-o poziție cu mult în spatele Enterprise. Simulările determină în cele din urmă creaturile să-și inverseze pentru scurt timp cursul, rupându-și impulsul suficient de mult pentru a permite Enterprise să se elibereze.
Eliberată de influența creaturilor bidimensionale, abilitatea empatică a lui Troi este restaurată. Ea descoperă că puterile ei nu au fost niciodată pierdute, ci au fost în schimb copleșite de emoțiile puternice ale creaturilor bidimensionale. Troi se întoarce la vechiul ei loc de muncă cu o încredere reînnoită.

## Actori ocazionali
- Kim Braden - Janet Brooks
- Mary Kohnert - Tess Allenby
- Whoopi Goldberg - Guinan